# Budlåda

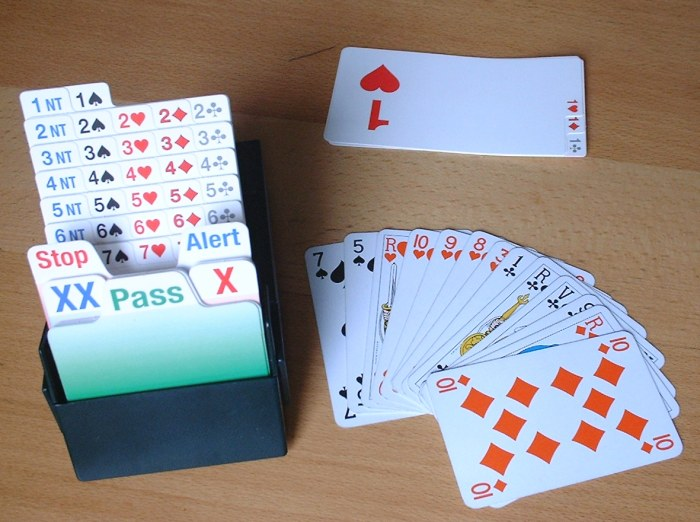
Exempel på budlåda

Budlåda används inom bridgen och skapades av Gösta Nordenson. Budlådan har alla färger inklusive Sang (NT) tryckt på "papperslappar" i numerisk ordning från ett till sju där klöver är längst till höger och NT längst till vänster. Dessutom finns dubblingslappar, re-dubblingslappar, alert och stopplappar samt pass.  Lådorna kan vara konstruerade att man ställer upp dem på bordet, eller att man sätter fast dem i ett litet hack i bordet. Budlådor finns i både vänster- och högerhandsformat.

## Användning
När spelaren vill avge ett bud, sätter vederbörande tummen och pekfingret vid det tänkta budet och sedan enkelt greppar tag och lägger ner budet på bordet. Buden ska ligga i kronologisk ordning, dvs att det första budet man avgett ska ligga längst ut, antingen till vänster eller till höger. Genom att avge ett bud från budlådan medföljer även alla de lägre buden med. När budgivningen är klar kan man enkelt se hur budgivningen har gått till och därefter "skyffla" ihop alla buden i och stoppa tillbaka i vederbörandes låda.
De medföljande alert-stopp lapparna kan ersättas genom att antingen knacka i bordet (alert) eller säga "STOPP" vid ett avgett stoppbud. Spelarna ska helst använda sig av samma "metod" genom hela tävlingen för att partnern inte ska få otillåten information.

### Historia
Innan budlådans tid sa man muntligt vilket bud man ville avge. Detta var emellertid ett stort problem då det ofta skapades sk. OI (Otillåten Information) till partner om man t.ex. använde en annan intonation vid ett specifikt bud eller liknande. Utomlands hade man vid mästerskap små lappar som man skickade runt under budgivningen där spelarna skrev ned sina bud. Den 8 januari 1962 skapades samt patenterades budlådan av Gösta Nordenson.